# 朱尼尔·斯坦尼斯拉斯
菲歷斯·朱尼尔·史坦尼斯拿斯（英語：Felix Junior Stanislas，1989年11月26日—）出生於英格蘭倫敦格林威治區的基布魯克，是一名已退役英格蘭足球運動員，出身韋斯咸青訓系統，司職左中場。

## 生平

### 球會
史坦尼斯拿斯於11歲已加盟韋斯咸，曾分別效力青年軍及預備隊。
他於2008年11月27日獲外借到英甲球隊修安聯6星期汲取上陣經驗。兩日後的11月29日首次披甲於足總盃第二圈主場出戰盧頓，個人梅開二度，首先在上半場34分鐘憑禁區邊的自由球先開紀錄；再於下半場84分鐘頭球破網再超前2-1，最後協助球隊3-1獲勝晉級下一圈。拆禮物日在聯賽主場對諾咸頓，史坦尼斯拿斯在完場前受傷補時一箭定江山，結束球隊聯賽連續7場不勝紀錄。他在2009年1月19日結束外借返回韋斯咸，期間合共上陣9場比賽及射入3球。
史坦尼斯拿斯在2009年3月16日首次代表韋斯咸一隊在英超上陣，在主場對墊底球隊西布朗，於下半場68分鐘後補入替另一員處子上陣的（Savio Nsereko），是本季第八名獲領隊提升到一隊上陣的青訓球員。4月4日首次正選上陣主場對新特蘭，完上半場前42分鐘在近門6碼射入個人首個英超入球兼先拔頭籌，下半場初段另一個韋斯咸青訓產品（James Tomkins）接應角球頂入鎖定2-0勝局。
2009年4月10日史坦尼斯拿斯與韋斯咸續簽長約，留隊直到2013年夏季。於比哈美和哥利遜雙雙因傷缺陣而取得大量上陣機會。
2011年夏季韋斯咸降班英冠，8月31日史坦尼斯拿斯離開自小成長的母會加盟另一支英冠球隊般尼，簽約三年。

### 國家隊
因为他的父親老费利克斯是圣卢西亚人，他可以为圣卢西亚國家隊效力。史坦尼斯拿斯曾代表英格蘭U19，於2009年3月29日獲徵召加入英格蘭U20，3月31日主場對義大利U20於下半場65分鐘後補入替。

## 外部連結
- （英文） 足球数据库：朱尼尔·斯坦尼斯拉斯的球员统计数据